# 莫燕忠
莫燕忠（1919年6月—2023年2月26日），靈山縣武利鎮人，中华人民共和国政治人物、外交官。
1977年，中华人民共和国驻緬甸大使。1982年，接替陈辛仁担任中华人民共和国驻菲律宾大使。1984年，由陈嵩禄接任。